# Nathalie Lemmens
Nathalie Lemmens (* 12. März 1995 in Hasselt) ist eine belgische Volleyballspielerin.

## Karriere
Lemmens spielte in ihrer Jugend beim VCK Bolderberg und bei Tamera Lummen. Danach wurde sie an der Topsportschool Vilvoorde weiter ausgebildet. 2013 begann sie ihre Profi-Karriere beim belgischen Erstligisten Asterix Kieldrecht (seit 2016 Asterix Avo Beveren). Mit dem Verein wurde die Mittelblockerin von 2014 bis 2018 fünfmal in Folge belgische Pokalsiegerin und Meisterin. 2015 gab Lemmens ihr Debüt in der belgischen Nationalmannschaft. Mit Belgien spielte sie beim Volleyball World Grand Prix 2015 und 2017. Bei der Europameisterschaft 2017 schied das Team sieglos nach der Vorrunde aus. Die Mittelblockerin spielte auch in der Nations League 2018.
2018 wechselte Lemmens zum deutschen Bundesligisten 1. VC Wiesbaden. Im DVV-Pokal 2018/19 und in den Bundesliga-Playoffs unterlag Wiesbaden jeweils im Viertelfinale gegen Stuttgart. In der folgenden Saison kam das Aus bereits im Pokal-Achtelfinale, bevor die Liga abgebrochen wurde. Die Mittelblockerin wechselte anschließend zum französischen Erstligisten Paris St. Cloud. In der Saison 2021/22 spielte sie in Ungarn beim 1. MCM-Diamant Kaposvár. 2022/23 war sie beim rumänischen Verein Dinamo Bukarest aktiv. 2023 kehrte sie in die Bundesliga zurück und spielte für den Dresdner SC. Mit Dresden erreichte sie im DVV-Pokal 2023/24 und in den Bundesliga-Playoffs jeweils das Halbfinale. Auch 2024/25 spielt Lemmens für Dresden.